# 希克斯維爾 (阿肯色州)
希克斯維爾（英語：Hicksville）是位於美國阿肯色州菲利普斯縣的一個非建制地區。該地的面積和人口皆未知。

## 地理
希克斯維爾的座標為34°35′21″N 90°58′30″W / 34.58917°N 90.97500°W，而該地的平均海拔高度為米（即英尺）。